# Терехово (Талдомский городской округ)
Терехово — деревня в Талдомском районе Московской области России, входит в состав сельского поселения Ермолинское.

## Население
| 1859 | 1888 | 1926 | 2002 | 2006 | 2010 |
| ---- | ---- | ---- | ---- | ---- | ---- |
| 105  | ↘84  | ↘80  | ↘14  | ↘4   | ↘1   |

## География
Деревня расположена на севере Московской области, в северо-восточной части Талдомского района, примерно в 13 км к востоку от центра города Талдома, на левом берегу впадающей в Хотчу реки Костинки. Ближайшие населённые пункты — деревни Бородино, Буртаки, Вороново и Семягино.

## История
В «Списке населённых мест» 1862 года — владельческая деревня 2-го стана Калязинского уезда Тверской губернии между Дмитровским и Углицко-Московским трактами, в 58 верстах от уездного города и 8 верстах от становой квартиры, при речке Кашинке, с 15 дворами и 105 жителями (46 мужчин, 59 женщин).
По данным 1888 года входила в состав Семёновской волости Калязинского уезда, проживало 84 человека (38 мужчин, 46 женщин).
По материалам Всесоюзной переписи населения 1926 года — деревня Дмитровского сельского совета Семёновской волости Ленинского уезда Московской губернии, в 13,9 км от Кашинского шоссе и 13,9 км от станции Талдом Савёловской дороги, проживало 80 жителей (41 мужчина, 39 женщин), насчитывалось 15 хозяйств, среди которых 14 крестьянских.
С 1929 года — населённый пункт в составе Ленинского района Кимрского округа Московской области.
Постановлением ЦИК и СНК от 23 июля 1930 года округа как административно-территориальные единицы были ликвидированы. Постановлением Президиума ВЦИК от 27 декабря 1930 года городу Ленинску было возвращено историческое наименование Талдом, а район был переименован в Талдомский.
- 1930—1952 — деревня Дмитровского сельсовета Талдомского района;
- 1952—1954 — центр Вороновского сельсовета Талдомского района;
- 1954—1959 — деревня Куниловского сельсовета Талдомского района;
- 1959—1963, 1965—1994 — деревня Ермолинского сельсовета Талдомского района;
- 1963—1965 — деревня Ермолинского сельсовета Дмитровского укрупнённого сельского района;
- 1994—2006 — деревня Ермолинского сельского округа Талдомского района[11];

С 2006 года — деревня сельского поселения Ермолинское Талдомского муниципального района Московской области.